# Amref Health Africa
Amref Health Africa (kortweg Amref) is een Afrikaanse NGO in de publieke gezondheidssector. Het richt zich op structurele verbetering van de gezondheid van kwetsbare bevolkingsgroepen en met name (zwangere) vrouwen in Afrika.
Het is de eerste panafrikaanse publieke gezondheidsorganisatie in Afrika en ze staat bekend om haar 'vliegende dokters' die alleen of vergezeld van een verpleegkundige of chirurg naar ziekenhuizen in afgelegen en veelal onveilige gebieden vliegen voor de behandeling van patiënten en de uitvoering van operaties en evacuaties.

## Ontwikkeling van de naam
De organisatie werd in 1957 opgericht met de officiële naam African Medical and Research Foundation. Hieruit ontstond het acroniem Amref. Het doel was om medische zorg en onderzoek mogelijk te maken in afgelegen gebieden van Oost-Afrika. In de beginjaren werd de organisatie informeel bekend als de Flying Doctors of East Africa, vanwege het gebruik van lichte vliegtuigen om medische hulp te bieden in moeilijk bereikbare gebieden. Naarmate de organisatie groeide, werd in sommige landen, waaronder Nederland, de naam Amref Flying Doctors gebruikt. In 2014 werd de naam internationaal veranderd in Amref Health Africa. Deze nieuwe naam zou de bredere missie van de organisatie weerspiegelen, die zich inmiddels niet alleen meer richtte op medische hulp, maar ook op het versterken van gezondheidssystemen en gemeenschapsgezondheid in heel Afrika.

## Geschiedenis
Amref werd in 1957 in Nairobi, Kenia, opgericht door Michael Wood, Thomas D. Rees en Archibald McIndoe. Amref werd daarmee de eerste pan-Afrikaanse organisatie in de publieke gezondheidszorg. Het primaire doel was het leveren van mobiele gezondheidsdiensten en het bieden van chirurgische ondersteuning aan missieziekenhuizen in afgelegen gebieden van Oost-Afrika. Hiervoor werd een medisch radionetwerk ontwikkeld om de dienstverlening te coördineren en communicatie te faciliteren. 

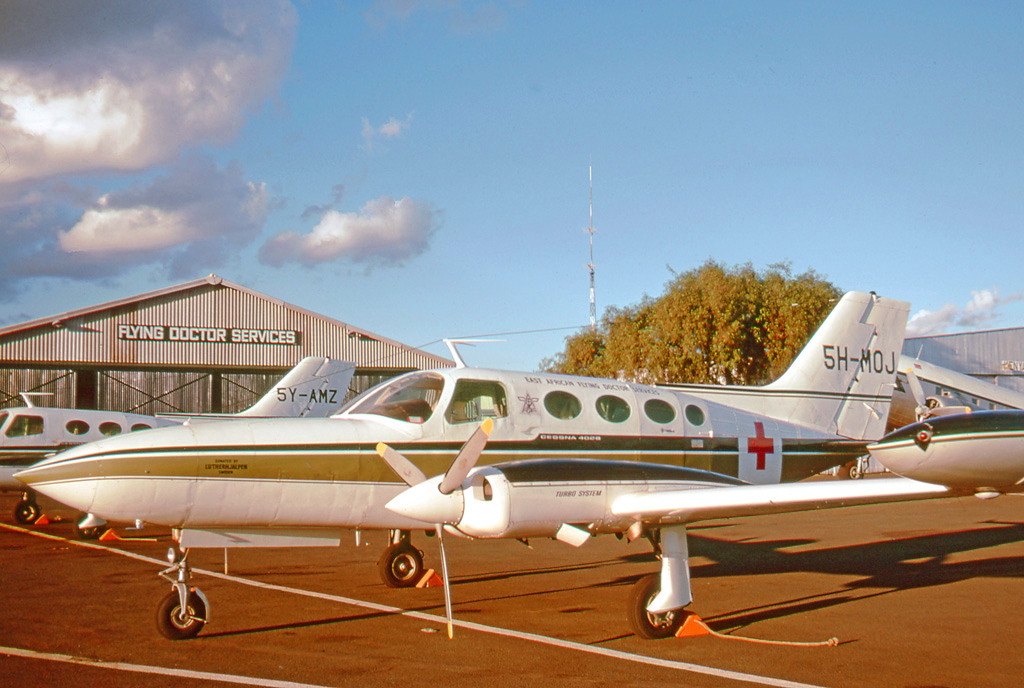
East African Flying Doctor service Cessna 402B op de luchthaven van Nairobi (Wilson) in 1973

In de jaren zestig van de twintigste eeuw werden grondgebonden mobiele medische diensten toegevoegd, evenals 'vluchtklinieken' voor moeilijk bereikbare gebieden in de districten Kajiado en Narok in Kenia. 
Tegen 1975 richtte Amref zich op training en educatie voor gezondheidswerkers op het platteland, inclusief de ontwikkeling van educatief materiaal. In de late jaren zeventig verschoof de focus naar gemeenschapsgerichte gezondheidszorg en het opleiden van lokale gezondheidswerkers om eerstelijnszorg te bieden. Er werden technische ondersteuningsunits opgezet voor onder andere moeder- en kindzorg, gezinsplanning en milieugezondheid. 
Tijdens de jaren tachtig breidde Amref zijn activiteiten uit naar gemeenschapsgezondheidsontwikkeling en werkte nauw samen met de ministeries van Volksgezondheid in de regio, evenals met internationale hulporganisaties. De nadruk lag op het versterken van gezondheidssystemen en personeelsontwikkeling, met speciale aandacht voor door de gemeenschappen zelf geïdentificeerde gezondheidsbehoeften. 
In de jaren negentig introduceerde Amref een jaar lang een trainingsprogramma in gemeenschapsgezondheid en breidde het zijn werkterrein uit naar ziektebestrijdingsinitiatieven, met focus op malaria, hiv/aids en tuberculose. Er werd meer samengewerkt met lokale groepen om gemeenschapsgerichte planning en efficiënter gebruik van middelen te bevorderen.
De Bill and Melinda Gates Foundation kende in 2005 hun jaarlijkse prijs voor wereldgezondheid toe ter waarde van een miljoen dollar aan Amref. Bill Gates prees Amref als een inspiratiebron voor het aanpakken van complexe gezondheidsuitdagingen.
Anno 2016 rapporteert Le Monde dat Amref jaarlijks 150 programma's uitvoert met 12 miljoen begunstigden verspreid over 30 landen in subsaharaal Afrika.

## Werkveld

Aanwezigheid van Amref wereldwijd (2018)

Amref opereert in Afrika via zes regiokantoren: Ethiopië, Kenia, Oeganda, Tanzania, Zuid-Afrika en Zuid-Soedan. Daarnaast heeft de organisatie vestigingen in andere landen: Canada, Denemarken, Duitsland, Frankrijk, Groot-Brittannië, Italië, Monaco, Nederland, Oostenrijk, Spanje, de Verenigde Staten en Zweden.

## Programma's
Amref heeft talloze programma's uitgevoerd, waaronder;
- 2000-2010: Cleft Lip and Palate Surgical Repair Programme. Amref voerde duizenden reconstructieve operaties uit voor Afrikanen met schisis, in samenwerking met de non-profitorganisatie Smile Train.[9]
- 2011-2015: Stand Up for African Mothers, dat gericht is op het opleiden van 15.000 vroedvrouwen om moeder- en kindsterfte in Sub-Sahara Afrika te verminderen. Anno 2015 waren er meer dan 7.000 vroedvrouwen opgeleid in zeven Afrikaanse landen.[10] [11]
- HIV-, malaria- en tuberculoseprogramma, dat oplossingen biet voor de bestrijding van infectieziekten en verbetering van medische zorg.
- Moeder- en kindzorgprogramma's waarin een holistische aanpak gehanteerd wordt, van zwangerschap tot nazorg, met focus op afgelegen gebieden.
- Un Africain, un Dollar stimuleert Afrikaanse gemeenschappen om financieel bij te dragen aan gezondheidszorginitiatieven.

In 2017 werd in Kenia de Amref International University (AMIU) opgericht, waar medisch personeel opgeleid en zorgprogramma's in heel Afrika geïnstitutionaliseerd wordt.